# جاكسون (لاعب كرة قدم مواليد 1991)
جاكسون هو لاعب كرة قدم برازيلي في مركز الدفاع، ولد في 12 أبريل 1991 في ريسيفي في البرازيل. لعب مع غريميو بورتو أليغرينزي.

## وصلات خارجية
- جاكسون (لاعب كرة قدم مواليد 1991) على موقع قاعدة بيانات كرة القدم.إي يو (الإنجليزية)
- جاكسون (لاعب كرة قدم مواليد 1991) على موقع Soccerway.com (الإنجليزية)